# أندريا ليندسي
أندريا ليندسي هي مغنية مؤلفة كندية، ولدت في القرن العشرين في جيلف في كندا.